# Willie Geist

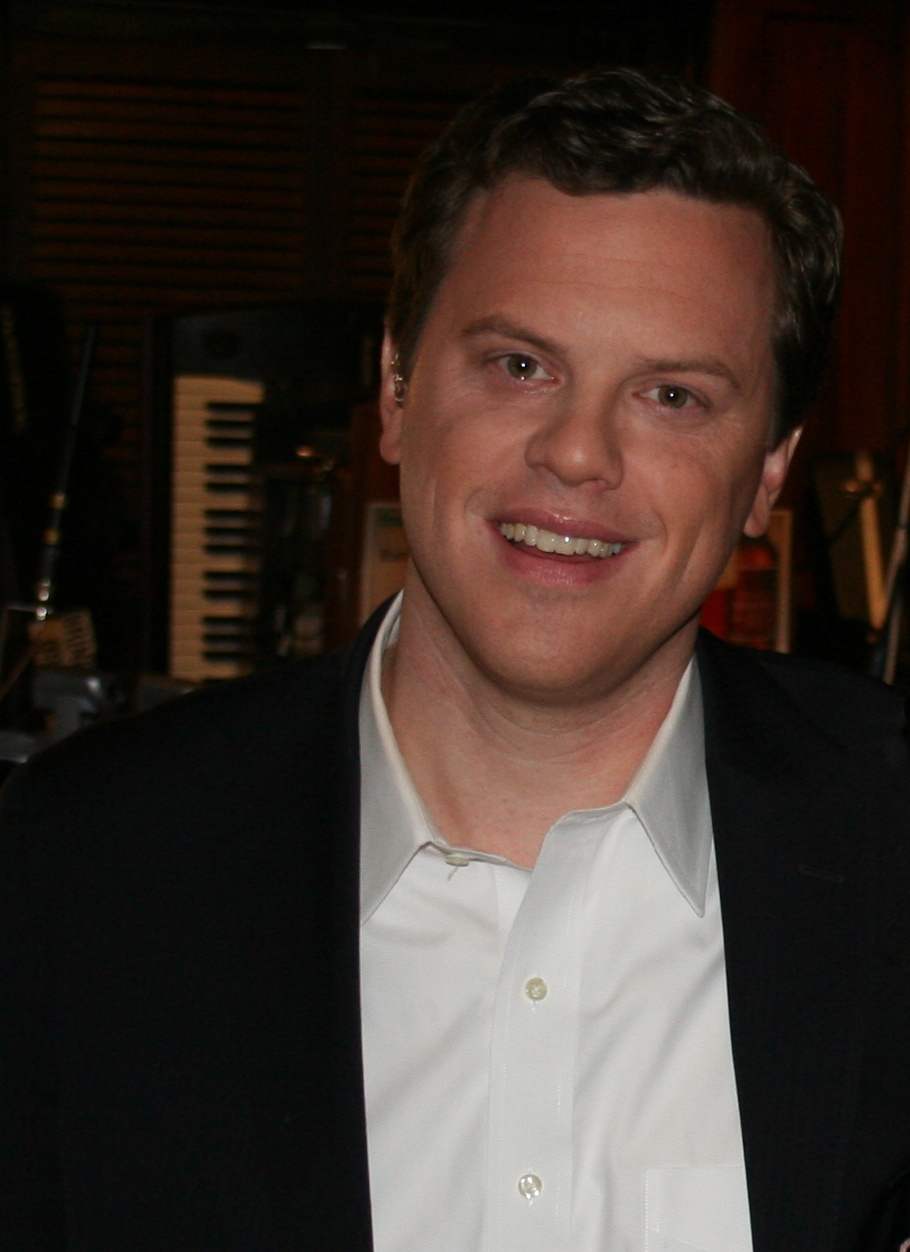
Willie Geist, 2008

William „Willie“ Russell Geist (* 3. Mai 1975 in Evanston, Illinois) ist ein US-amerikanischer Fernsehmoderator. Er ist vor allem bekannt als Komoderator der  Sendung Morning Joe.

## Leben
Willie Geist wurde 1975 als Sohn des Autors und Journalisten Bill Geist und der Sozialarbeiterin Jody Geist geboren. Seine jüngere Schwester ist die Produzentin Libby Geist, die für ihre Arbeit unter anderem mit dem renommierten Peabody Award ausgezeichnet wurde.
Nach dem Besuch der Ridgewood High School, wo er sich als Football- und Basketballspieler hervortat, studierte Geist an der Vanderbilt University in Nashville, Tennessee, wo er sich neben dem Studium als Herausgeber der Studentenzeitung The Vanderbilt Hustler betätigte.
Ende der 1990er Jahre begann Geist als Redakteur und Produzent für CNN Sports Illustrated, einem Spartensender, der rund um die Uhr Sportsendungen ausstrahlt, zu arbeiten. Aus diesem Engagement ergaben sich schließlich Engagements als Produzent und Reporter für CNN Sports. In dieser Eigenschaft berichtete er unter anderem vom Super Bowl und dem Masters Turnier. 2004 wechselte Geist als Autor und Produzent zu dem Kabelsender Fox Sports Net, wo er an der Sendung I, Max (Moderator: Max Kellerman) mitarbeitete.
Im April 2005 begann Geist für den Nachrichtensender MSNBC zu arbeiten: Als Produzent betreute er zunächst die Sendung The Situation with Tucker Carlson (Moderator: Tucker Carlson), in der auch als Moderator eines humoristischen Segments (The Cutting Room Floor), in dem er in einer Art gesprochener Glosse seine persönliche Sicht zu tagespolitischen Ereignissen zum Besten gab, am Ende der Sendung vor der Kamera zu sehen war.
Ende April 2007 wurde Geist der Sendung Morning Joe, der quotenmäßig zweiterfolgreichsten Informationssendung im amerikanischen Frühstücksfernsehen (nach Fox and Friends auf Fox News), als einer von drei Co-Moderatoren zugeteilt. Neben Joe Scarborough und Mika Brzezinski präsentiert er werktags von 6.00 bis 9.00 Uhr EST eine Mischung aus Nachrichtenmeldungen, Interviews und Debatten mit Gästen sowie Segmenten aus den Themenbereichen Unterhaltung und Pop-Kultur.
Im Juli 2009 erhielt Geist – zusätzlich zu seinem Job als Komoderator von Morning Joe – seine eigene Sendung, die dreißigminütige Show Way Too Early with Willie Geist, die von 5:30 bis 6.00 Uhr EST, unmittelbar vor Morning Joe, ausgestrahlt wird. Hinzu kommt ein als Zeitgeist betitelter satirischer Videoblog der unter dem Slogan „All the News You Cannot Use“ auf MSNBC.com gesehen werden kann. 
Geist ist seit dem 24. Mai 2003 mit Christina Sharkey verheiratet, mit der er zwei Kinder hat: Eine Tochter (* 14. Juni 2007) und einen Sohn (* 8. Juli 2009).

## Filmografie
- 2016: Kung Fu Panda 3 (Stimme für Sum)